# Фурнье, Франсуа
Франсуа́ Фурнье́ (фр. François Fournier; 24 апреля 1846, Круа-де-Розон, Бардонне, Швейцария — 12 июля 1917, Женева) — фальсификатор почтовых марок, считавший себя создателем «объектов искусства» и «другом маленького человека».

## Ранние годы
Фурнье родился в Круа-де-Розон, в швейцарской коммуне Бардонне, но принял французское гражданство и служил в армии во время Франко-прусской войны в 1870—1871 годов.

## Бизнес на копиях марок
Филателистическим бизнесом Фурнье занялся уже в зрелые годы.
Примерно в 1903 году он вернулся в Швейцарию и обосновался в Женеве. Уже 2 июля 1903 года в Берне им был зарегистрирован товарный знак № 16062 под названием:

«Листы и конверты, содержащие факсимильные репродукции старых, устаревших швейцарских и иностранных почтовых марок для продажи торговцами книгами, канцелярскими товарами, табачными изделиями и другими».
Оригинальный текст (англ.)
«Sheets and envelopes containing facsimile reproductions of old, obsolete Swiss and foreign postage stamps for sale by book dealers, stationers, tobacco merchants and others».

В мае 1904 года Фурнье выкупил запасы обанкротившегося Луи-Анри Мерсье (настоящее имя — Анри Гоэгг). Примерно в это же время Фурнье стал изготавливать факсимильные репродукции почтовых марок.
Бизнес быстро рос, и в период с 1910 по 1913 год Фурнье уже издавал собственный журнал-прейскурант «Le Fac-Simile» («Факсимиле»). Он говорил, что у него есть агенты в 23 странах, а в 1913 году заявил о наличии у него 10 тысяч клиентов, приобретавших его факсимильные репродукции по согласованию, и 10 тысяч клиентов, приобретавших их по каталогу. В его последнем прейскуранте в 1914 году указано 3671 разных марок для продажи, хотя не все из них были созданы лично им.
Вначале Фурнье был в хороших отношениях с торговцами марками и филателистическими обществами. Однако, по мере того как рос его бизнес и недобросовестные торговцы и коллекционеры стали выдавать его копии за подлинные почтовые марки, мнение о нём изменилось в отрицательную сторону, и торговцы почтовыми марками стали запрещать его продукцию и блокировать его рекламу.
Начало издания журнала «Le Fac-Simile» в 1910 году стало одной из предпринимаемых им мер по рекламе своего бизнеса. Говорили, что рассылалось до 25 тысяч экземпляров каждого номера журнала. Журнал также стал личной трибуной Фурнье, с которой он вещал о своих бедах и пытался заручиться поддержкой против сложившегося отношения к нему со стороны большинства торговцев почтовыми марками и отдельных представителей филателистического бизнеса.

## Филателистическая клиника
Франсуа Фурнье также держал пользующуюся успехом «филателистическую клинику» — мастерскую, в которой работало пять «реставраторов», устранявших повреждения почтовых марок. Их работа включала удаление надпечаток «Specimen» («Образец») с дорогих почтовых марок британских колоний и восстановление клеевого слоя. Одним из направлений специализации также было удаление следов гашения пером.

## Награды
Фурнье заявлял о наградах, которые его продукция завоевала на международных филателистических выставках и конкурсах, но эти призы фактически были присуждены не ему, а Л.-А. Мерсье за его работы. Шесть почётных крестов, один почётный знак, восемь золотых медалей, четыре гран-при и шесть почётных дипломов были присуждены Мерсье на филателистических выставках в Сент-Этьене (1895), Ницце (1896), Марселе (1896 и 1897), Тулоне (1897) и Лионе (1898). В конце XIX века ещё вручались медали за факсимильные репродукции (копии), хотя ныне такие изделия вне закона и считаются просто фальшивками.

## Кредо Фурнье
Ф. Фурнье был гордым человеком, о котором говорили, что в нём глубоко засела обида, и его уязвляла любая критика в свой адрес. Он всегда считал себя защитником маленького человека, коллекционера со скромными средствами, который не может позволить себе приобретать почтовые марки по высоким ценам, запрашиваемым торговцами за большие филателистические раритеты. Фурнье с готовностью помогал таким коллекционерам заполнить пустые места в их альбомах с напечатанными марками, предлагая им умело изготовленные копии за малую часть цены подлинной почтовой марки. Он всегда указывал, что изготавливает копии только почтовых марок уже несуществующих государств или марок, уже вышедших из почтового обращения. Однако при этом игнорировалась возможность последующей выдачи его продукции за подлинные марки.
В соответствии со своими принципами и несколько лицемерно Фурнье резко осуждал допечатку почтовых марок и распродажу остатков марок государством, считая это обманом коллекционеров, уничтожающим ценность исходных марок. Он утверждал, что «„Le Fac-Simile“ является единственным филателистическим журналом, разоблачающим спекулянтов и их деяния».
Нет никаких доказательств того, что сам Фурнье выдавал какие-либо из изготовленных им копий за оригиналы, но он всегда сопротивлялся попыткам обозначить свою продукцию как факсимиле (копии) с помощью надпечатки, нанесения отметок на обратной стороне или каким-либо иным способом. Неизвестно, был ли Фурнье просто наивным в части такого возможного использования его работ или просто предпочитал не замечать столь очевидных возможностей для мошенничества.
Фурнье никогда не был обвинён в совершении уголовного преступления.

## Смерть
Введённые во время Первой мировой войны ограничения на пересылку почты и цензура почтовых отправлений создали большие помехи для деятельности Фурнье, поскольку отправленная продукция конфисковывалась и почтовая связь была прервана. Его здоровье, и без того слабое, ещё более ухудшилось, и в 1917 году Фурнье умер. Его похоронили на родине, в Круа-де-Розон.

## Судьба предприятия Фурнье
Один из сотрудников Фурнье, Шарль Хиршбургер (Charles Hirschburger), попытался продолжить его дело, но в конечном итоге потерпел неудачу. После смерти Хиршбургера в 1927 году Союз филателистов Женевы (Union Philatélique de Genève) выкупил оставшиеся материалы и оборудование у вдовы Хиршбургера, чтобы они не попали не в те руки. Там было более 800 фунтов фальшивок, а также готовых к печатанию гуммированных марочных листов и действующего печатного оборудования. Многие материалы были повреждены из-за хранения в условиях повышенной влажности.
Оборудование было передано в дар Женевскому историческому музею. На фальшивых марках были напечатаны слова «Faux» (фальшивка) и (или) «Facsimile» (факсимильное воспроизведение, копия). Были наняты учащиеся Женевской школы искусства и ремёсел (Geneva School of Arts and Crafts) для создания 480 альбомов с образцами продукции Фурнье, которые в 1928 году были проданы торговцам марками, коллекционерам и другим лицам. Кроме того, Союз филателистов Женевы подготовил более полную коллекцию материалов Фурнье в пяти томах для собственной библиотеки. Остальные материалы были сожжены 15 сентября 1928 года под надзором судебного пристава кантона Женева.